# François Ozon
François Ozon (París, 15 de noviembre de 1967) es un director de cine francés. Está considerado uno de los cineastas franceses más importantes de la época moderna y es un nombre asociado a la polémica, entre otras cuestiones, por los temas desarrollados en su filmografía. Sus películas se caracterizan por la belleza estética, el humor satírico agudo y una visión sincera de la sexualidad humana. Los temas recurrentes en sus películas son la amistad, la identidad sexual, las diferentes percepciones de la realidad, la fugacidad y la muerte.
Hasta 2022 ha obtenido 109 nominaciones, incluida la recibida en los Premios BAFTA por Potiche, y recibido 36 galardones en ceremonias como los Festivales de Berlín, San Sebastián o Sitges y los Premios del Cine Europeo.

## Biografía
Diplomado en estudios cinematográficos, entró en 1990 en La Fémis (Escuela de Cine de París) en el área de realización. Desde entonces, ha realizado numerosas películas en super 8, vídeo, 16 mm y 35 mm. Muchos de sus cortometrajes han sido seleccionados en festivales internacionales. El corto Action Vérité marcó el comienzo de su colaboración con la sociedad Fidélité Productions.
Sitcom, su primer largometraje, fue presentado en la sección oficial de la Semana Internacional de la Crítica, en el festival de Cannes de 1998. Sus películas suelen caracterizarse por un humor ingenioso y satírico y un peculiar punto de vista sobre la sexualidad humana. Tiene un estilo muy particular y han llegado a llamarle el "Almodóvar" francés, el Varda masculino y el Chaplin de la no comedia.

## Filmografía

### Largometrajes
- 2024: Cuando cae el otoño
- 2023: Mon crime
- 2022: Peter von Kant
- 2021: Todo saldrá bien (Tout s'est bien passé)
- 2020: Verano del 85 (Été 85)
- 2018: Gracias a Dios[11] (Grâce à Dieu)
- 2017: El amante doble (L'amant double)
- 2016: Frantz
- 2014: Una nueva amiga (Une nouvelle amie)
- 2013: Joven y bonita (Jeune et jolie)
- 2012: En la casa (Dans la maison)
- 2010: Potiche: Mujeres al poder (Potiche)
- 2010: Mi refugio (Le refuge)
- 2009: Ricky (Ricky)
- 2006: Ángel (Angel)
- 2005: El tiempo que queda (Le Temps qui reste)
- 2004: 5 x 2 (Cinco veces dos) (5x2)
- 2003: Swimming Pool (Swimming Pool)
- 2001: 8 mujeres (8 Femmes)
- 2000: Bajo la arena (Sous le sable)
- 2000: Gotas de agua sobre piedras calientes (Gouttes d'eau sur pierres brûlantes)
- 1999: Amantes criminales (Les amants criminels)
- 1998: Sitcom (Sitcom)

### Cortometrajes
- 2006 : Un lever de rideau
- 1998 : X2000
- 1997 : Mirando al mar (Regarde la mer)
- 1997 : Scènes de lit
- 1996 : Une robe d'été
- 1995 : La Petite Mort
- 1994 : Action vérité
- 1994 : Une rose entre nous
- 1993 : Victor
- 1992 : Thomas reconstitué
- 1991 : Deux plus un
- 1991 : Le Trou madame
- 1991 : Peau contre peau (les risques inutiles)
- 1991 : Une goutte de sang
- 1990 : Mes Parents un Jour D'été
- 1988 : Les Doigts dans le Ventre
- 1988 : Photo de Famille

## Premios y distinciones
Premios BAFTA
| Año  | Categoría                          | Película | Resultado |
| ---- | ---------------------------------- | -------- | --------- |
| 2012 | Mejor película de habla no inglesa | Potiche  | Nominado  |

Premios César
| Año  | Categoría            | Película       | Resultado |
| ---- | -------------------- | -------------- | --------- |
| 1997 | Mejor cortometraje   | Une robe d'été | Nominado  |
| 2002 | Mejor película       | Bajo la arena  | Nominado  |
| 2002 | Mejor director       | Bajo la arena  | Nominado  |
| 2003 | Mejor película       | 8 mujeres      | Nominado  |
| 2003 | Mejor director       | 8 mujeres      | Nominado  |
| 2003 | Mejor guion          | 8 mujeres      | Nominado  |
| 2011 | Mejor adaptación     | Potiche        | Nominado  |
| 2013 | Mejor película       | En la casa     | Nominado  |
| 2013 | Mejor director       | En la casa     | Nominado  |
| 2013 | Mejor adaptación     | En la casa     | Nominado  |
| 2017 | Mejor película       | Frantz         | Nominado  |
| 2017 | Mejor director       | Frantz         | Nominado  |
| 2017 | Mejor adaptación     | Frantz         | Nominado  |
| 2020 | Mejor película       | Grâce à Dieu   | Nominado  |
| 2020 | Mejor director       | Grâce à Dieu   | Nominado  |
| 2020 | Mejor guion original | Grâce à Dieu   | Nominado  |
| 2021 | Mejor película       | Verano del 85  | Nominado  |
| 2021 | Mejor director       | Verano del 85  | Nominado  |
| 2021 | Mejor adaptación     | Verano del 85  | Nominado  |

Festival Internacional de Cine de Venecia
| Año  | Categoría               | Película | Resultado |
| ---- | ----------------------- | -------- | --------- |
| 2010 | Premio Roberto Bognanno | Potiche  | Ganador   |

Festival Internacional de Cine de San Sebastián
| Año  | Categoría                        | Película        | Resultado |
| ---- | -------------------------------- | --------------- | --------- |
| 2009 | Premio Especial del jurado       | Mi refugio      | Ganador   |
| 2012 | Concha de Oro                    | En la casa      | Ganador   |
| 2012 | Premio del jurado al mejor guion | En la casa      | Ganador   |
| 2013 | Premio TVE - Otra Mirada         | Joven y bonita  | Ganador   |
| 2014 | Premio Sebastiane                | Una nueva amiga | Ganador   |